# کن پیج
کن پیج (انگلیسی: Ken Page؛ ‏۲۰ ژانویهٔ ۱۹۵۴ – ۳۰ سپتامبر ۲۰۲۴) بازیگر، صداپیشه و خواننده اهل ایالات متحده آمریکا بود.
از فیلم‌ها یا برنامه‌های تلویزیونی که وی در آنها نقش داشته است می‌توان به کابوس قبل از کریسمس و هر کاری خواهم کرد اشاره کرد.